# Grande Prêmio de Mônaco de 1950
Resultados do Grande Prêmio de Mônaco de Fórmula 1 realizado em Montecarlo em 21 de maio de 1950. Segunda etapa do campeonato, foi vencido pelo argentino Juan Manuel Fangio, da Alfa Romeo, com Alberto Ascari em segundo pela Ferrari e Louis Chiron em terceiro pela Maserati.

## Resumo
Primeira corrida da categoria a ser realizada num domingo, entrou para a história por três motivos: Juan Manuel Fangio, da Alfa Romeo, liderou todas as voltas da prova e conseguiu a primeira vitória argentina na categoria e houve as estreias do futuro bicampeão mundial, Alberto Ascari, e de sua equipe, a Ferrari.

## Classificação da prova

### Treino classificatório
| Pos. | Nº | Piloto                  | Construtor         | Tempo  | Diferença |
| ---- | -- | ----------------------- | ------------------ | ------ | --------- |
| 1    | 34 | Juan Manuel Fangio      | Alfa Romeo         | 1:50.2 | –         |
| 2    | 38 | Luigi Villoresi         | Ferrari            | 1:52.3 | + 2.1     |
| 3    | 32 | Giuseppe Farina         | Alfa Romeo         | 1:52.8 | + 2.6     |
| 4    | 2  | José Froilán González   | Maserati           | 1:53.7 | + 3.5     |
| 5    | 40 | Alberto Ascari          | Ferrari            | 1:53.8 | + 3.6     |
| 6    | 14 | Philippe Étancelin      | Talbot-Lago-Talbot | 1:54.1 | + 3.9     |
| 7    | 36 | Luigi Fagioli           | Alfa Romeo         | 1:54.2 | + 4.0     |
| 8    | 48 | Louis Chiron            | Maserati           | 1:56.3 | + 6.1     |
| 9    | 42 | Raymond Sommer          | Ferrari            | 1:56.6 | + 6.4     |
| 10   | 16 | Louis Rosier            | Talbot-Lago-Talbot | 1:57.7 | + 7.5     |
| 11   | 10 | Robert Manzon           | Simca-Gordini      | 2:00.4 | + 10.2    |
| 12   | 52 | Emmanuel de Graffenried | Maserati           | 2:00.7 | + 10.5    |
| 13   | 12 | Maurice Trintignant     | Simca-Gordini      | 2:01.4 | + 11.2    |
| 14   | 24 | Cuth Harrison           | ERA                | 2:01.6 | + 11.4    |
| 15   | 50 | Príncipe Bira           | Maserati           | 2:02.2 | + 12.0    |
| 16   | 26 | Bob Gerard              | ERA                | 2:03.4 | + 13.2    |
| 17   | 44 | Franco Rol              | Maserati           | 2:04.5 | + 14.3    |
| 18   | 6  | Johnny Claes            | Talbot-Lago-Talbot | 2:12.0 | + 21.8    |

### Corrida
| Pos.    | Nº | Piloto                  | Construtor         | Voltas | Tempo/Diferença      | Grid | Pontos |
| ------- | -- | ----------------------- | ------------------ | ------ | -------------------- | ---- | ------ |
| 1       | 34 | Juan Manuel Fangio      | Alfa Romeo         | 100    | 3:13:18.7            | 1    | 9      |
| 2       | 40 | Alberto Ascari          | Ferrari            | 99     | + 1 volta            | 5    | 6      |
| 3       | 48 | Louis Chiron            | Maserati           | 98     | + 2 voltas           | 8    | 4      |
| 4       | 42 | Raymond Sommer          | Ferrari            | 97     | + 3 voltas           | 9    | 3      |
| 5       | 50 | Príncipe Bira           | Maserati           | 95     | + 5 voltas           | 15   | 2      |
| 6       | 26 | Bob Gerard              | ERA                | 94     | + 6 voltas           | 16   |        |
| 7       | 6  | Johnny Claes            | Talbot-Lago-Talbot | 94     | + 6 voltas           | 18   |        |
| Ret     | 38 | Luigi Villoresi         | Ferrari            | 63     | Eixo traseiro        | 2    |        |
| Ret     | 14 | Philippe Étancelin      | Talbot-Lago-Talbot | 38     | Vazamento            | 6    |        |
| Ret     | 2  | José Froilán González   | Maserati           | 1      | Colisão              | 4    |        |
| Ret     | 32 | Giuseppe Farina         | Alfa Romeo         | 0      | Colisão              | 3    |        |
| Ret     | 36 | Luigi Fagioli           | Alfa Romeo         | 0      | Colisão              | 7    |        |
| Ret     | 16 | Louis Rosier            | Talbot-Lago-Talbot | 0      | Colisão              | 10   |        |
| Ret     | 10 | Robert Manzon           | Simca-Gordini      | 0      | Colisão              | 11   |        |
| Ret     | 52 | Emmanuel de Graffenried | Maserati           | 0      | Colisão              | 12   |        |
| Ret     | 12 | Maurice Trintignant     | Simca-Gordini      | 0      | Colisão              | 13   |        |
| Ret     | 24 | Cuth Harrison           | ERA                | 0      | Colisão              | 14   |        |
| Ret     | 44 | Franco Rol              | Maserati           | 0      | Colisão              | 17   |        |
| Ret     | 8  | Harry Schell            | Cooper-JAP         | 0      | Colisão              | -    |        |
| DNS     | 28 | Peter Whitehead         | Ferrari            |        | Motor                | -    |        |
| DNS     | 4  | Alfredo Pián            | Maserati           |        | Acidente nos treinos | -    |        |
| Fontes: |    |                         |                    |        |                      |      |        |